# 光度曲線

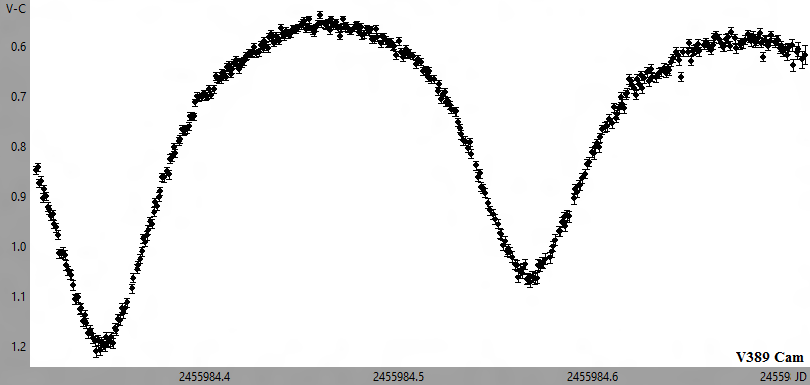
光度曲線の一例。食連星（おおぐま座W型変光星）の一つ、きりん座V389星の光度曲線。

光度曲線或いはライトカーブ（light curve）は、天体の明るさを時間の関数として表した図のことである。一般に光度曲線は、縦軸を天体の明るさ（等級など）、横軸を時間としたグラフになる。
光度曲線には、天体の種類によって様々な特徴がみられ、食連星、ケフェイド変光星といった周期性のある変光星や、太陽系外惑星の通過などでできる周期的な曲線もあれば、新星、激変星、超新星、重力マイクロレンズなどによる非周期的な曲線もある。周期性のある光度曲線では、横軸に時刻ではなく変光周期における位相、即ち、光度曲線上のある時点と観測時点との相対的な時間間隔、をとる場合もある。
光度曲線を詳しく分析し、分光観測など他の手法で得たデータと関連付けることで、観測対象となった天体の物理量や、その天体で発生している物理過程に関する情報を得ることが可能となる。

## 光度の測定
天体の光度変化は、その背景にある物理過程次第では、観測する色（波長）によって異なる振る舞いをするため、光度曲線を作成するにあたっては、明るさの測定は特定の波長範囲（波長帯、バンド）で行うことが多い。例えば、主星と伴星の表面温度が大きく異なる食連星では、主星が伴星を隠すときと伴星が主星を隠すときとで、光度曲線の極小の深さが、観測する色によって違ってくるし、脈動変光星では、光度極大となる時刻が色によって異なる。
一方で、特に変光星の分野では、波長域を限定しない可視光での眼視観測も根強く行われている。最小限の機材で始めることができて、データ整約なども必要ない眼視観測は、観測者の裾野を大きく広げ、CCDカメラが普及した後も、天文学者の観測や主要な掃天観測だけではとても手が回らない数多くの変光星で光度曲線が得られたり、器械観測には不向きな明るい変光星の観測や、いつ変光するかわからない天体の監視などに一定の成果がある。

## 各種の光度曲線

### 変光星

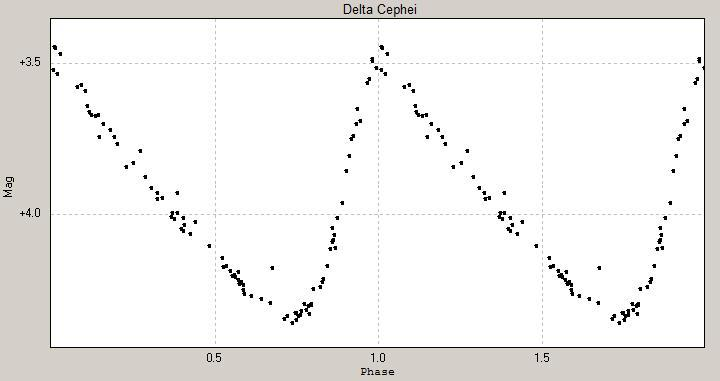
ケフェイド変光星の典型、ケフェウス座δ星の光度曲線。縦軸は視等級、横軸は脈動の位相。

変光星を観測するにあたって、光度曲線の作成は、最も基本的で簡便、かつ重要な手法である。光度曲線は、変光星の光度変化の特徴を可視化し、分析するのに広く用いられている。
変光星の分類は、スペクトルの特徴によって判定されるものも中にはあるが、光度曲線の振幅、周期、変光の規則性などは重要な判断材料である。例えば、ケフェイドは非常に規則的な光度曲線を示し、周期も、振幅も、曲線の形も毎周期同じである。ミラ型変光星は、もう少し規則性が緩く、振幅が大きい。半規則変光星になると更に規則性が弱くなり、振幅は小さくなる。
光度曲線の形は、変光星の変光の原因となる物理過程について重要な情報をもたらす場合もある。例えば、食連星の場合は、光度曲線の分析から、連星を構成する2つの恒星の質量比や、公転軌道に対する恒星の相対的な大きさ、公転軌道の傾き、2つの恒星の表面温度の比などの情報が得られる。場合によっては、軌道離心率や、恒星の形状が球形からどの程度ずれているかがわかることもある。脈動変光星の場合は、光度曲線の形からある種の変光星であることがわかると、変光周期から、その星の固有の明るさ、その星が真に放射する光の量を求めることができる（周期-光度関係）。また、脈動変光星の周期-光度関係には、複数の異なる傾向（振動モード）があることがわかっており、それも光度曲線から識別することができる。

#### 超新星

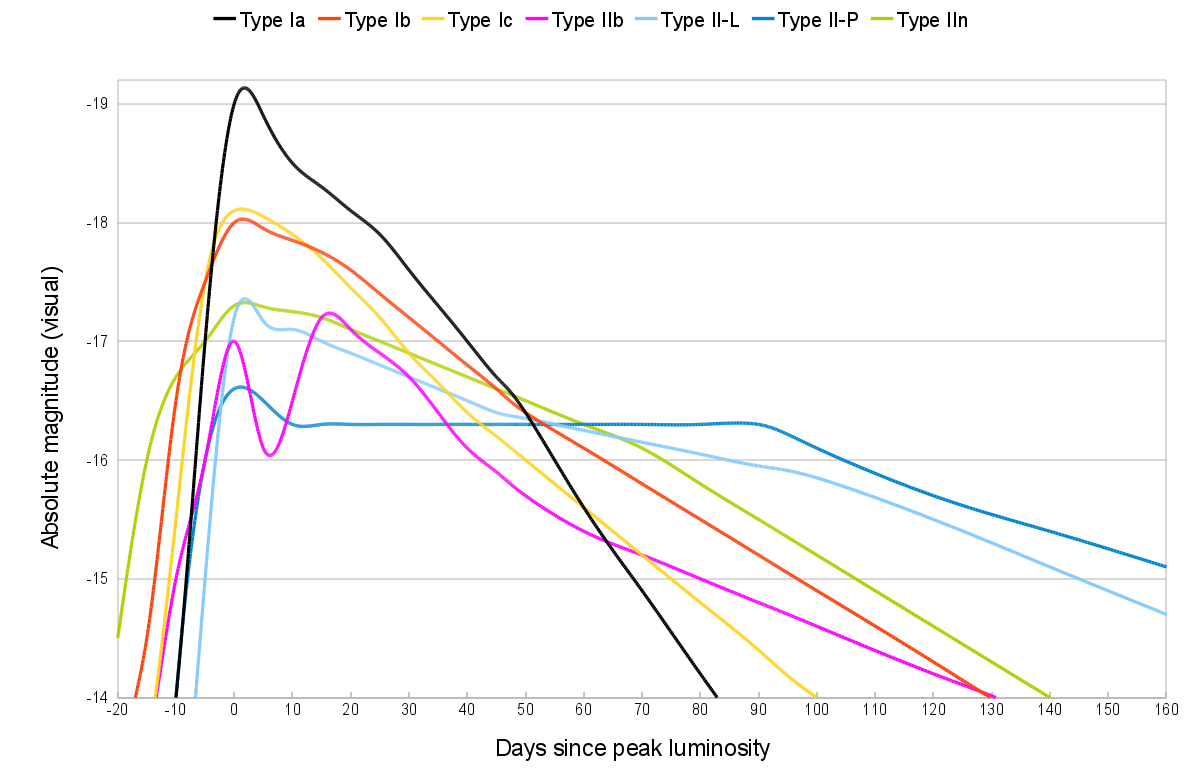
超新星の分類ごとに、光度曲線の形の特徴を比較したもの。

超新星の光度曲線は、一般的な形としては、爆発後急激に明るくなって最大光度となり、その後数十日で急速に光度が下がった後は、100日以上かけてゆっくり暗くなる、というものになる。しかし、光度曲線の詳しい形は、超新星の分類ごとに異なっており、超新星の分類を決めるのに重要なのはスペクトルであるものの、光度曲線の形にもそれぞれの分類に応じた特徴が現れる。
Ia型超新星は、最大光度がほぼ一定で、その時の絶対等級が他の種類の超新星より概ね明るく、個々の超新星の間で光度曲線の形のばらつきが小さい。Ib、Ic、II型超新星は、大部分がIa型超新星よりも最大光度での絶対等級が暗く、後期の減光する速さはIa型超新星よりややゆっくりで、形も明るさも個々の超新星の間でばらつきが大きい。
また、II型超新星の中でも、最大光度を過ぎた後に100日程度光度一定の状態（プラトー）があるものと、そうではなく経過時間に比例して単調に暗くなってゆくものとがあり、プラトーがあるものをII-P型超新星（PはPlateauつまりプラトーのP）、プラトーがないものをII-L型超新星（LはLinearつまり線型を示すL）と呼ぶ。

### 惑星科学

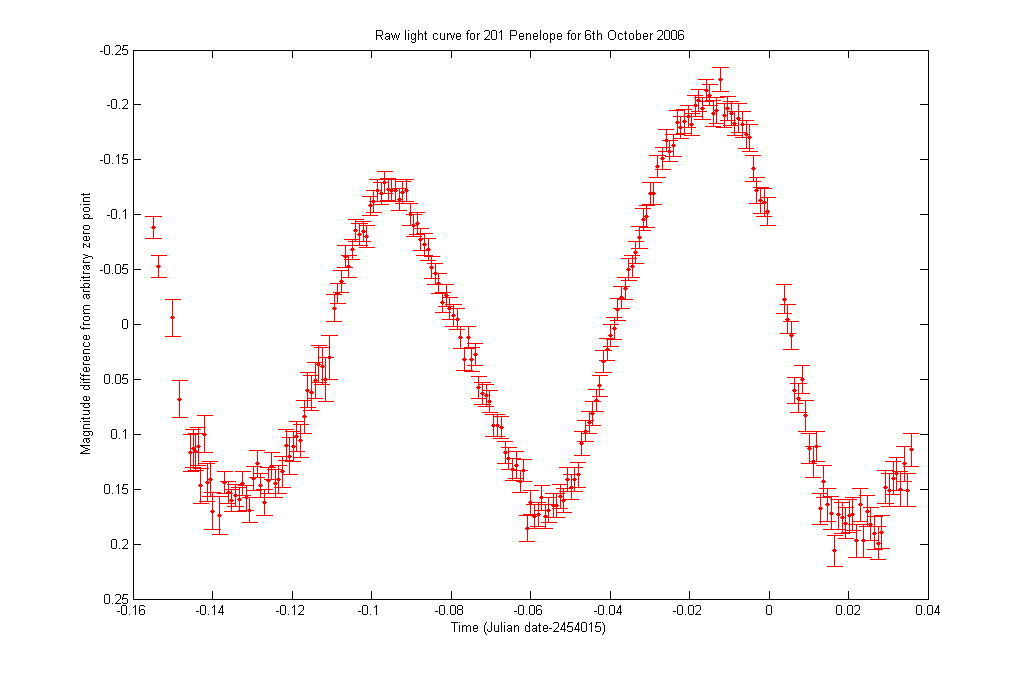
マウントジョン天文台で2006年10月6日に撮影された画像に基づく小惑星ペネローペの光度曲線。一自転周期（＝3.7474時間）分を表示している。

惑星科学では、光度曲線から小惑星、衛星、彗星（の核）といった太陽系小天体の自転周期を求めることができる。太陽系小天体の多くは、球形から逸脱した形をしているので、自転に伴って太陽に照らされた面が見かけ上変化し、明るさが変化する。そのため、光度曲線の極大から極大までの経過時間によって、自転周期が推定できる。通常は、1回自転する間に、2度の極大が現れる。
また、光度極大と極小との間で明るさがどの程度変化するか、その差は、天体の形や天体表面で反射率（アルベド）がどう分布するかに影響される。例えば、いびつな形をした天体は光度曲線の極大・極小がはっきりするのに対し、球形に近い天体では光度一定に近い平坦な光度曲線になる、といったことがある。
天体が衛星を持つと、衛星による天体の食が起こって光度が変化する場合がある。そのとき、光度曲線から天体の大きさや衛星の公転周期を求め、天体の質量や密度も推定することが可能である。

### 重力マイクロレンズ

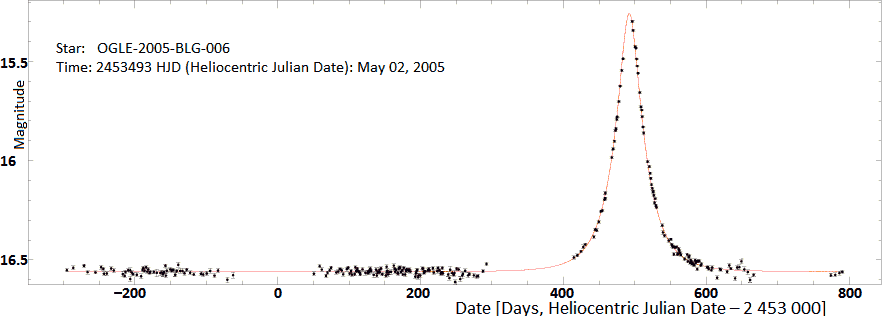
重力マイクロレンズ現象の一例、OGLE-2005-BLG-006の光度曲線。

重力マイクロレンズは、比較的質量の低い天体が重力源となり、より遠くの天体を光源とする光を重力レンズ効果によって増光させる現象である。重力によって光の進路が曲げられる角度がわずかで、重力レンズによる像の歪みを画像としては観測できないが、光が集まることで背後の天体が増光してみえる。光源と重力源と観測者、三者の位置関係が変化すると、重力レンズによる増光の度合は急激に変化するので、その変光を観測した光度曲線の特性から、直接みることができない重力源の天体を、間接的に検出できる。
光度曲線の形状から、重力源となる天体の特徴が推測できることもある。例えば、アンドロメダ銀河の方向で観測されたマイクロレンズ現象PA-99-N2は、アンドロメダ銀河内の天体によるものだとすると、重力的に結びついた2つの天体によって生じたマイクロレンズで、小さい方の天体は系外惑星である可能性もある。

## 光度曲線の逆推定

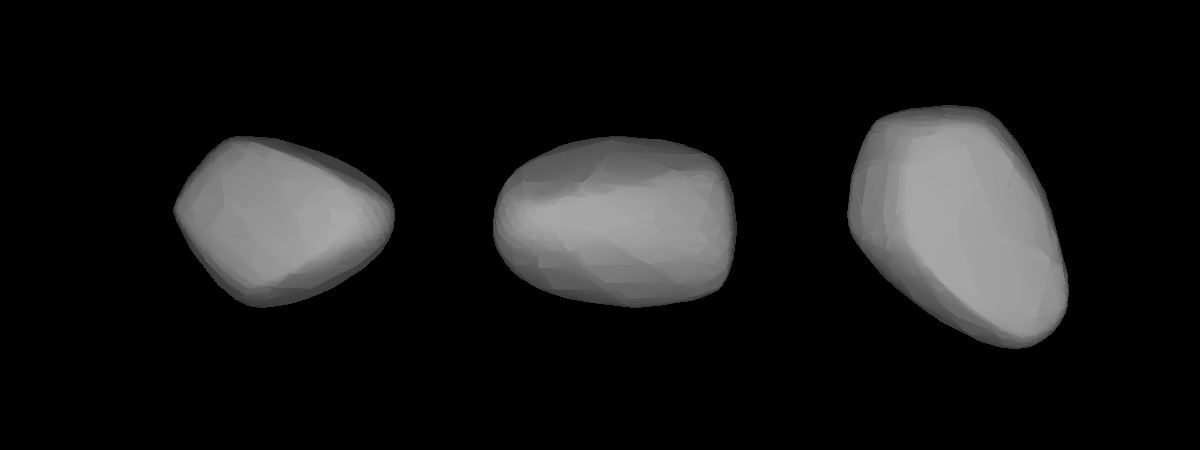
光度曲線を逆推定し、理論計算で再現した小惑星ペネローペの3次元構造。

天体が自転することで明るさが変化する場合、その光度曲線から逆に、天体の表面における明るさの分布を推定することができる。この方法は、高速で自転する恒星の黒点や、太陽系小天体の表面のアルベドなどの分布を理論的に予測するのに有効である。
太陽系小天体の場合、太陽に照らされる面が異なるように時期を変えた複数の観測データから、平均的なアルベドなどの光学的性質も仮定して、逆問題を解くことで、自転軸の傾きや小惑星の形を推定することもできる。

### データベース
- Light Curve Generator (LCG) - AAVSOが提供する光度曲線作成ツール
- VSOLJ Light Curve Generator - 日本変光星観測者連盟のデータによる光度曲線作成ツール
- AFOEV - Light curves - フランス変光星観測者協会の光度曲線データ
- BAAVSS - Light Curves - 英国天文協会変光星部門の光度曲線データ
- Open Astronomy Catalogs - 突発天体で光度曲線がみられるものがある。
- Exoplanet Transit Database - 通過による変光を起こす系外惑星のデータベース、光度曲線もみられる。
- The Asteroid Lightcurve Database (LCDB) - MinorPlanet.Info (Collaborative Asteroid Lightcurve Link; CALL)
- ALCDEF: Asteroid Lightcurve Photometry Database - IAWN（国際小惑星警報ネットワーク）

### 全般
- Lightcurves: An Introduction by NASA's "Imagine the Universe!"
- 光度曲線って何？
- 光度曲線